# Markoolio

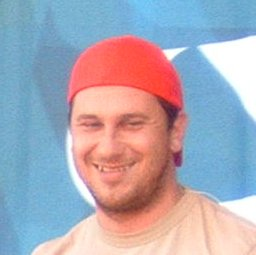
Markoolio.

Marko Kristian "Markoolio" Lehtosalo, (Lahti, 1 de enero de 1975) es un rapero sueco nacido en Finlandia, que junto a Petter, Los Reyes latinos, Timbuktu, Rob & Raz y Kén ha formado la escuela nueva de Hip-Hop en Suecia.
- Datos: Q4348368
- Multimedia: Markoolio / Q4348368